# Хороших, Екатерина Юрьевна
Екатерина Юрьевна Хороших (род. 21 января 1983, Шахты, Ростовская область) — российская легкоатлетка, специалистка по метанию молота. Выступала за сборную России по лёгкой атлетике в 2000-х годах, чемпионка Европы среди молодёжи, победительница и призёрка первенств национального значения, участница чемпионата мира в Хельсинки и чемпионата Европы в Гётеборге. Представляла Ростовскую область. Мастер спорта России международного класса.

## Биография
Екатерина Хороших родилась 21 января 1983 года в городе Шахты Ростовской области.
Занималась лёгкой атлетикой в детско-юношеской спортивной школе в Батайске, проходила подготовку под руководством заслуженного тренера России Николая Николаевича Белобородова. Окончила Кубанский государственный университет физической культуры, спорта и туризма.
Впервые заявила о себе в метании молота на международном уровне в сезоне 2002 года, когда вошла в состав российской национальной сборной и выступила на юниорском мировом первенстве в Кингстоне, где с результатом 53,22 метра стала в финале одиннадцатой.
В 2005 году одержала победу на зимнем чемпионате России по длинным метаниям в Адлере и на молодёжном европейском первенстве в Эрфурте, в то время как на соревнованиях в Туле установила молодёжный рекорд Европы в метании молота — 73,08 метра. Благодаря череде удачных выступлений удостоилась права защищать честь страны на чемпионате мира в Хельсинки, но в конечном счёте провалила здесь все три свои попытки, не сумев преодолеть предварительный квалификационный этап.
В 2006 году отметилась выступлением на чемпионате Европы в Гётеборге, где с результатом 62,97 метра так же в финал не вышла.
В 2007 году стала серебряной призёркой на зимнем чемпионате России по длинным метаниям в Адлере, уступив только титулованной Татьяне Лысенко.
Спортивная карьера Екатерины Хороших прервалась в середине 2007 года из-за проваленного допинг-теста — её проба, взятая во внесоревновательный период 9 мая в Москве, показала наличие препарата 6-альфа-метил-андростендиона. Хотя данный препарат отсутствовал в списке запрещённых, специалисты антидопинговой лаборатории в Лозанне отнесли его в классу S4 «Агенты с антиэстрогенной активностью». В итоге последовала дисквалификация сроком на два года. Личный тренер спортсменки Николай Белобородов обвинил в произошедшем главного тренера сборной России Валерия Куличенко, в результате чего тот вынужден был оставить свой пост.
После окончания срока дисквалификации Хороших уже не показывала сколько-нибудь значимых результатов на международной арене.